# Manfred Mölgg
Manfred Mölgg (Brunico, 3 giugno 1982) è un ex sciatore alpino italiano specialista delle gare tecniche, vincitore di tre medaglie iridate e di una Coppa del Mondo di slalom speciale.
A volte il suo cognome è scritto nella variante Moelgg.

## Biografia

### Carriera sciistica
Originario di San Vigilio di Marebbe e fratello di Manuela, anche lei sciatrice alpina di alto livello, gareggiava per il gruppo sciatori Fiamme gialle.

#### Stagioni 1998-2004
Iniziò a prendere parte a gare FIS nel dicembre del 1997 e tre stagioni dopo esordì in Coppa Europa (il 12 dicembre 2000 ad Alleghe in slalom gigante) e ai Mondiali juniores (a Verbier 2001, senza conseguire risultati di rilievo). Partecipò anche alla rassegna iridata giovanile di Tarvisio 2002, ancora senza mettersi in luce.
Nel 2003 debuttò in Coppa del Mondo, il 12 gennaio nello slalom speciale di Bormio, mentre in Coppa Europa ottenne i primi podi (a partire dal 2º posto nello slalom gigante di Saas-Fee del 16 gennaio) e la prima vittoria (l'11 febbraio a Oberjoch in slalom speciale). Conquistò il primo podio in Coppa del Mondo il 27 gennaio 2004 nello slalom speciale di Schladming, classificandosi al 2º posto; nella stessa stagione ottenne il 3º posto nella classifica finale di Coppa Europa, ottenendo anche l'ultima vittoria nel circuito (il 9 marzo a Sierra Nevada in slalom gigante).

#### Stagioni 2005-2008
Esordì ai Campionati mondiali a Bormio/Santa Caterina Valfurva 2005, classificandosi 13º nello slalom gigante e non concludendo lo slalom speciale, e ai Giochi olimpici invernali a Torino 2006, non riuscendo però a terminare le prove di slalom gigante e di slalom speciale cui aveva preso parte. In Coppa del Mondo, dopo il podio ottenuto nella stagione 2003-2004, visse un periodo di flessione, per poi tornare ai massimi livelli nel 2006-2007, giungendo per tre volte terzo (sempre in slalom speciale). Nella stessa stagione, in occasione dei Mondiali di Åre, conquistò la medaglia d'argento nello slalom speciale, recuperando quattro posizioni dalla prima alla seconda manche, mentre nello slalom gigante fu 19º.
In Coppa del Mondo ottenne i migliori risultati in carriera nella stagione 2007-2008, durante la quale salì sul podio sei volte (quattro in slalom speciale e due in slalom gigante) prima di conquistare la prima vittoria, il 9 marzo nello slalom di Kranjska Gora. Grazie alla continuità mostrata durante tutta la stagione Mölgg si classificò 3º nella Coppa del Mondo di slalom gigante e conquistò quella di slalom speciale con 19 punti di vantaggio sul francese Jean-Baptiste Grange, sesto italiano a conquistare una Coppa di specialità maschile dopo Gustav Thöni, Piero Gros, Alberto Tomba, Peter Runggaldier e Giorgio Rocca. Ottenne inoltre il 4º posto assoluto nella classifica generale, a otto anni dall'ultimo piazzamento di un italiano nei primi cinque (Kristian Ghedina 4º nel 2000).

#### Stagioni 2009-2016
Ai Mondiali di Val-d'Isère 2009 si classificò 12º nello slalom gigante e non concluse lo slalom speciale, mentre ai XXI Giochi olimpici invernali di Vancouver 2010 fu 22º nello slalom gigante, 7º nello slalom speciale e non concluse la supercombinata. Il 20 febbraio 2011 ai Mondiali di Garmisch-Partenkirchen nello slalom speciale arrivò 3º conquistando la medaglia di bronzo, mentre nello slalom gigante fu 17º. Due anni dopo, nella successiva rassegna iridata di Schladming 2013, incrementò il suo palmarès con un'altra medaglia dello stesso metallo, ma in quell'occasione vinta in slalom gigante; non concluse la prova di slalom speciale.
Ai XXII Giochi olimpici invernali di Soči 2014 non portò a termine entrambe le prove disputate, lo slalom gigante e lo slalom speciale. Nell'agosto 2014, durante la preparazione per la stagione 2014-2015, subì un grave infortunio alla gamba (lesione al tendine di Achille) che lo costrinse a un intervento chirurgico e a saltare la prima parte della stagione; tornò alle gare nel gennaio del 2015 e ai successivi Mondiali di Vail/Beaver Creek fu 11º nello slalom speciale.

#### Stagioni 2017-2022
Il 5 gennaio 2017 conquistò a Zagabria Sljeme in slalom speciale l'ultima vittoria in Coppa del Mondo e l'8 gennaio seguente l'ultimo podio, ad Adelboden nella medesima specialità (2º); ai successivi Mondiali di Sankt Moritz si classificò 20º nello slalom gigante e 14º nello slalom speciale. Ai XXIII Giochi olimpici invernali di Pyeongchang 2018, sua ultima presenza olimpica, si piazzò 13º nello slalom gigante e 12º nello slalom speciale.

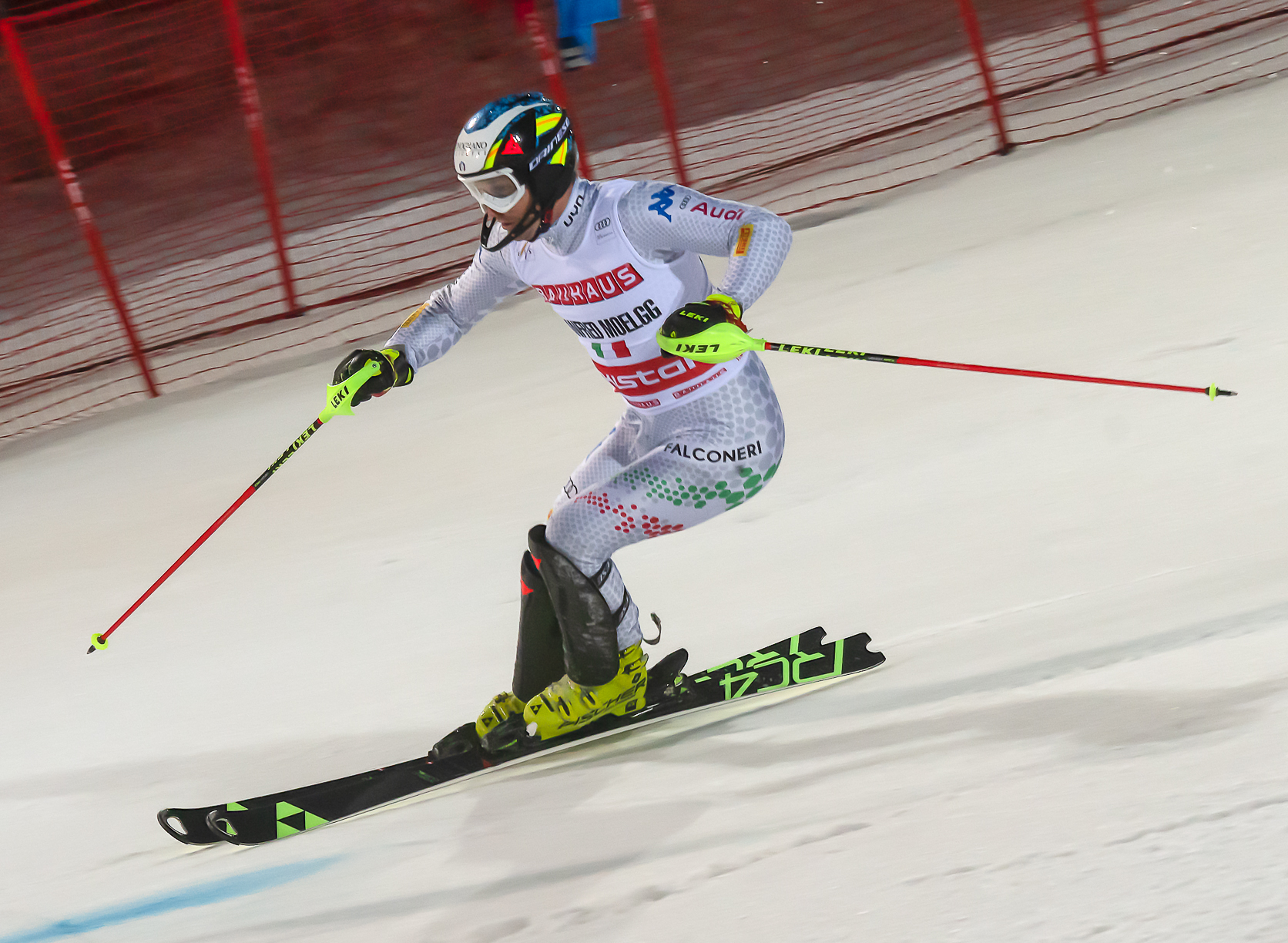
Manfred Mölgg in gara a Stoccolma nel 2019

Ai Mondiali di Åre 2019 fu 18º nello slalom speciale e non completò lo slalom gigante; l'11 gennaio 2020 si infortunò durante lo slalom gigante di Adelboden e riportò la rottura del legamento crociato anteriore del ginocchio destro. Ritornò alle gare all'inizio della stagione 2020-2021 e il 18 dicembre conquistò l'ultimo podio in Coppa Europa, in Val di Fassa in slalom speciale (2º); ai Mondiali di Cortina d'Ampezzo 2021, suo congedo iridato, si classificò 14º nello slalom speciale. Si ritirò durante la stagione 2021-2022: la sua ultima gara in carriera fu lo slalom speciale di Coppa del Mondo disputato a Flachau il 9 marzo.

### Altre attività
È testimonial delle associazioni benefiche SOS Villaggi dei Bambini e Lebenshilfe.

## Palmarès

### Mondiali
- 3 medaglie:
  - 1 argento (slalom speciale a Åre 2007)
  - 2 bronzi (slalom speciale a Garmisch-Partenkirchen 2011, slalom gigante Schladming 2013)

### Mondiali militari
- 4 medaglie:
  -  2 ori
  -  2 argenti[senza fonte]

### Coppa del Mondo

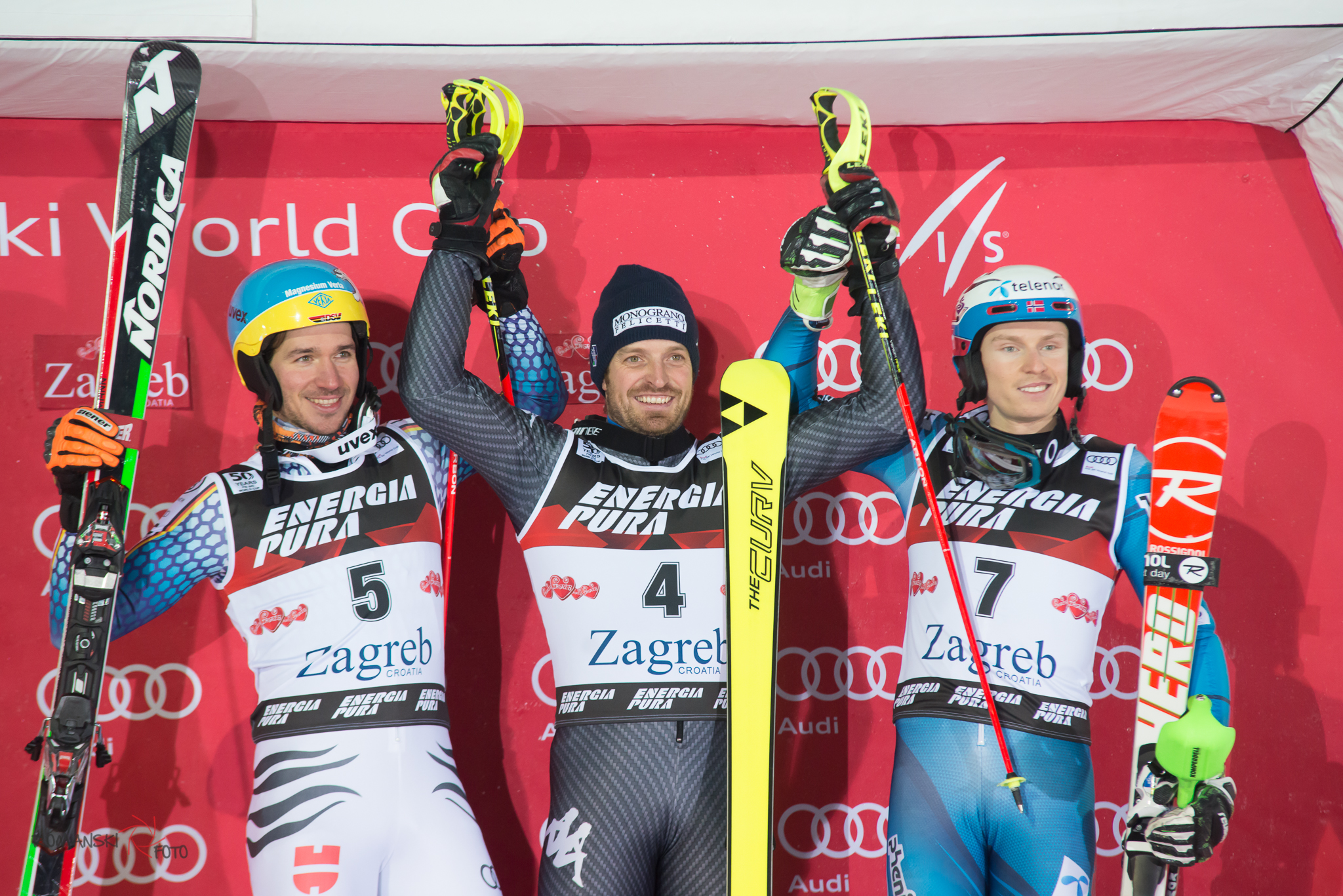
Il podio dello slalom speciale di Coppa del Mondo disputato il 5 gennaio 2017 a Zagabria Sljeme, vinto da Mölgg (al centro) davanti a Felix Neureuther (a sinistra) e Henrik Kristoffersen (a destra)

- Miglior piazzamento in classifica generale: 4º nel 2008
- Vincitore della Coppa del Mondo di slalom speciale nel 2008
- 20 podi:
  - 3 vittorie (in slalom speciale)
  - 7 secondi posti (3 in slalom gigante, 4 in slalom speciale)
  - 10 terzi posti (9 in slalom speciale, 1 in supercombinata)

#### Coppa del Mondo - vittorie
| Data             | Località               | Paese    | Specialità |
| ---------------- | ---------------------- | -------- | ---------- |
| 9 marzo 2008     | Kranjska Gora          | Slovenia | SL         |
| 1º febbraio 2009 | Garmisch-Partenkirchen | Germania | SL         |
| 5 gennaio 2017   | Zagabria Sljeme        | Croazia  | SL         |

Legenda:

SL = slalom speciale

#### Coppa del Mondo - gare a squadre
- 3 podi:
  - 1 vittoria
  - 2 secondi posti

### Coppa Europa
- Miglior piazzamento in classifica generale: 3º nel 2004
- 14 podi:
  - 3 vittorie (2 in slalom gigante, 1 in slalom speciale)
  - 7 secondi posti (3 in slalom gigante, 4 in slalom speciale)
  - 4 terzi posti (2 in slalom gigante, 2 in slalom speciale)

#### Coppa Europa - vittorie
| Data             | Località      | Paese    | Specialità |
| ---------------- | ------------- | -------- | ---------- |
| 11 febbraio 2003 | Oberjoch      | Germania | SL         |
| 21 febbraio 2004 | Hermagor      | Austria  | GS         |
| 9 marzo 2004     | Sierra Nevada | Spagna   | GS         |

Legenda:

GS = slalom gigante

SL = slalom speciale

### Nor-Am Cup
- Miglior piazzamento in classifica generale: 52º nel 2004
- 1 podio:
  - 1 secondo posto

### Campionati italiani
- 12 medaglie[8][9]:
  - 6 ori (slalom speciale nel 2003; slalom gigante nel 2005; slalom speciale nel 2009; slalom gigante, slalom speciale nel 2010; slalom speciale nel 2013)
  - 4 argenti (combinata nel 2003; slalom speciale nel 2005; combinata nel 2009; slalom speciale nel 2017)
  - 2 bronzi (slalom speciale nel 2015; slalom gigante nel 2017)